# Theta Geminorum
Theta Geminorum (θ Gem, θ Geminorum) är en stjärna i norra delen av stjärnbilden Tvillingarna. Den är synlig med blotta ögat med en magnitud på 3,59. Baserat på en årlig parallaxförskjutning på 17,25 mas, befinner sig stjärnan på ca 189 ljusårs avstånd från solen.

## Egenskaper
Theta Geminorum  är en framväxande underjätte av A-typ med spektraltyp A2 IV. Den har massa som är 1,80 gånger  solens och en strålning som är 93 gånger solens. Den uppmätta diametervinkeln är 0,82 ± 0,03 mas. Utifrån uppskattat avstånd till stjärnan, ger detta en fysisk storlek på ca 5,1 gånger solens radie. Stjärnan är cirka 252 miljoner år gammal och har en projicerad rotationshastighet på 133 km/s. Denna rotationshastighet ger stjärnan en tillplattad form, med en ekvatorial utvidgning som är 11% större än polarradien.
Washington Visual Double Star Catalog listar fem synliga följeslagare till θ Geminorum inom 100". Närmast och ljusast av dessa var år 2010 θ Geminorum E (magnitud 8,6) med en separationsvinkel på 2,4" längs lägesvinkeln 295°.